# Fenbendazol
Fenbendazolul este un antihelmintic din clasa derivaților de benzimidazol. Medicamentul este disponibil pentru uz veterinar, fiind utilizat în dehelmintizarea profilactică și curativă a bovinelor, cabalinelor, ovinelor, caprinelor și porcinelor.